# Herrerasaurus
Herrerasaurus (nghĩa là "thằn lằn của Herrera", theo tên của chủ trại chăn nuôi đã khám phá ra hóa thạch đầu tiên của con vật) là một trong những giống khủng long sơ khai nhất. Tất cả mẫu vật của loài ăn thịt này được khám phá trong các khối đá vào đầu tầng Carnia (hậu kỷ Tam điệp, khoảng 231.4 triệu năm trước) ở tây bắc Argentina. Loài điển hình, Herrerasaurus ischigualastensis, được mô tả bởi Osvaldo Reig năm 1963 và cũng là loài duy nhất được công nhận. Các danh pháp đồng nghĩa là Ischisaurus và Frenguellisaurus.

## Cấu trúc
Herrerasaurus là động vật ăn thịt hai chân nhẹ cân với cái đuôi dài và cái đầu tương đối nhỏ. Con trưởng thành có hộp sọ dài tới 56 cm, có chiều dài toàn thân lên tới 6 m và nặng khoảng 350 kg. Mẫu vật nhỏ hơn có kích thước bằng một nửa, với hộp sọ chỉ dài khoảng 30 cm.
Herrerasaurus đi bằng hai chân. Chúng có chân sau mạnh mẽ với đùi ngắn và bàn chân khá dài, đặc điểm để chạy nhanh. Bàn chân có năm ngón, nhưng chỉ có ba ngón giữa (ngón số II, III và IV) là tải trọng. Các ngón chân ngoài (I và V) nhỏ; ngón chân I có một cái móng vuốt nhỏ. Đuôi, rất vững do các mỏm đốt sống chồng lên nhau, tạo thể cân bằng cho cơ thể và cũng là một sự thích nghi cho việc chạy tốc độ cao. Chi trước của Herrerasaurus nhỏ hơn một nửa chiều dài chân sau của nó. Cánh tay trên và cẳng tay khá ngắn, trong khi manus (bàn tay) thon dài. Hai ngón tay đầu tiên và ngón cái kết thúc với những móng vuốt cong, sắc bén để bắt con mồi. Các ngón thứ tư và thứ năm là các nhánh nhỏ không có móng.
Herrerasaurus thể hiện các đặc điểm được tìm thấy trong các nhóm khủng long khác nhau và một số tính trạng được tìm thấy trong các loài thằn lằn chúa không thuộc nhánh khủng long. Mặc dù chi này hầu hết sở hữu các đặc điểm giống hệt khủng long, nhưng có vài điểm khác biệt, đặc biệt là hình dạng của xương hông và xương chân của chúng. Xương chậu của chúng trông giống như của khủng long hông thằn lằn, khác ở chỗ chúng có ổ cối xương (nơi xương đùi gặp xương chậu) chỉ hở một phần. Xương chậu, xương hông chính, chỉ được hỗ trợ bởi hai xương cùng, một đặc điểm nguyên thủy. Tuy nhiên, xương mu có chiều ngược, một đặc điểm tân tiến như các loài khủng long chạy và chim. Ngoài ra, phần cuối của xương mu có hình dạng giống như của Avetheropoda; và phần thân đốt sống có hình thù giống đồng hồ cát như được thấy ở chi Allosaurus.
Herrerasaurus có một hộp sọ dài và hẹp, thiếu gần như tất cả các đặc điểm đặc trưng cho loài khủng long sau này, và gần giống với những loài thằn lằn chúa nguyên thủy hơn như Euparkeria. Chi này có năm cặp cửa sổ ở hộp sọ, hai cặp trong số đó là hốc mắt và lỗ mũi. Giữa hai mắt và lỗ mũi là hai cửa sổ trước hố mắt và một cặp lỗ nhỏ, dài vỏn vẹn 1 cm được gọi là cửa sổ tiền hàm trên.
Herrerasaurus có một khớp linh hoạt ở hàm dưới có thể trượt qua lại để con vật có thể tạo một cú cắn giữ. Sự chuyên hóa của sọ này không phổ biến ở các loài khủng long nhưng đã phát triển độc lập ở một số loài thằn lằn. Phía sau hàm dưới cũng có cửa sổ. Hàm được trang bị các răng cưa lớn để cắn và xé thịt, phần cổ thì thon và linh hoạt.
Theo Novas (1993), Herrerasaurus có thể được phân biệt dựa trên các đặc điểm sau: sự hiện diện của một cửa sổ hàm - tiền hàm, và phần lưng của cửa sổ bên thái dương nhỏ hơn một phần ba so với phần bụng; sự hiện diện của một gờ trên bề mặt bên của xương quai hàm, và một hố mở trên thái dương được khắc sâu kéo dài qua bướu trung gian sau hố mắt; bướu squamosal bụng thất phụ có một trầm cảm bên, và xương tứ giác chồng lên mặt tứ giác phía sau; quá trình hình thành của tứ giác có rìa hình thoi, hình máng, và sự hiện diện của một quá trình nha khoa phía sau thanh mảnh; xương hàm có một quá trình trước ngã ba để khớp nối với quá trình nha khoa sau phẫu thuật; tub Tubity bên trong của humerus được chiếu gần như và tách ra khỏi đầu người bằng một rãnh sâu (cũng có trong coelophysoids); sở hữu bàn tay mở rộng, chiếm 60% kích thước của humerus + bán kính, và entepicondyle hài hước giống như sườn núi với các vết lõm trước và sau; và đường viền sau của cuống trái tạo thành một góc vuông với đường viền lưng của trục trên ischium.